# Adolphe Chanaux
Adolphe Chanaux (né le 5 juin 1887 à Paris, où il est mort le 28 août 1965) est un décorateur français et ébéniste de formation.

## Biographie
Il s'installe à son compte en 1920 car, formé auprès de Groult, il est reconnu par ses pairs comme particulièrement talentueux.
Il apprécie de jouer avec de nouveaux matériaux, qu'il contribue à mettre au goût du jour : galuchat, paille etc.
Il est surtout connu pour avoir conçu avec Jean-Michel Frank. Ils collaborent ensemble jusqu'au début de la guerre. Ils partagent le goût pour la simplicité et le dépouillement, des intérieurs et du mobilier pour les parisiens branchés par ce qu'on appelle aujourd'hui l'art déco.
S'il a créé des meubles pour Jean-Michel Frank, il a également créé des meubles seul.
Après la mort aux États-Unis en 1941 de son ami, et finalement associé au sein de la société Chanaux et Cie, Adolphe Chanaux devient directeur artistique de la maison Guerlain dont il avait conçu le décor et le mobilier de la boutique parisienne avec Jean-Michel Frank au milieu des années 1930.